# FOX Movies
Fox Movies，是亞洲的一個電影頻道，由21世紀福斯的分支機構福斯傳媒集團所擁有。

## 歷史
2012年1月1日，香港、澳門及部分東南亞國家的STAR Movies更名為FOX Movies Premium，但在印度、中國、越南、菲律賓、中東、台灣等地保留STAR Movies名稱。
2017年6月10日，香港、澳門及部分東南亞國家的Fox Movies Premium及菲律賓的STAR Movies更名為Fx Movies。印度、中國、越南、中東及台灣等地仍保留STAR Movies名稱。11月1日，越南的STAR Movies更名為Fx Movies。
2018年1月18日，台灣於有線電視播出的STAR Movies頻道更名為FOX Movies，但於MOD平台播出的STAR Movies HD仍維持原名不變。6月26日，台灣的FOX Movies升級為高畫質版本，由嘉義世新及TBC台灣寬頻通訊有線電視業者開始同步升級至HD畫質。8月30日，中嘉系統及數位天空，接著升級至HD高畫質。9月18日，凱擘及台灣大寬頻同步升級HD高畫質。
2021年4月27日，迪士尼傳媒宣布於同年10月1日，除台灣以外，在亞洲全區停播FOX Movies。
2022年1月1日，迪士尼傳媒（台灣）宣布台灣的 FOX Movies 頻道再度更名為STAR Movies GOLD。
2023年6月，迪士尼所属福斯传媒集团欧洲宣布，FOX Movies的巴尔干半岛版更名为STAR Movies的巴尔干半岛版。